# Sergej Rodionov
Sergej Rodionov (Russisch: Серге́й Ю́рьевич Родио́нов) (Moskou, 3 september 1962) is een Russisch voetbalcoach, die als speler voornamelijk uitkwam voor de Sovjet-Unie.

## Biografie
Rodionov begon zijn carrière bij Spartak Moskou, waarmee hij drie landstitels won. Van 1990 tot 1993 speelde hij voor het Franse Red Star en keerde dan terug naar Spartak waarmee hij nog twee keer Russisch landskampioen werd.
Van 1980 tot 1990 speelde hij ook voor het nationale elftal en nam deel aan het WK 1982 en 1986.
Na zijn spelerscarrière werd hij trainer en bekleedde hij ook andere functies bij Spartak.
1 Dasajev ·
2 Soelakvelidze ·
3 Tsjivadze  ·
4 Chidijatoellin ·
5 Baltatsja ·
6 Demjanenko ·
7 Sjengelia ·
8 Bezsonov ·
9 Gavrilov ·
10 Hovhannesjan ·
11 Blochin ·
12 Bal ·
13 Daraselia · 
14 Borowski ·
15 Andrejev ·
16 Rodionov ·
17 Boerjak ·
18 Soesloparov ·
19 Jevtoesjenko ·
20 Romantsev ·
21 Viktor Tsjanov ·
22 Vjatsjeslav Tsjanov ·
Coach: Beskov
1 Dasajev ·
2 Bezsonov ·
3 Tsjivadze ·
4 Morozov ·
5 Demjanenko  ·
6 Boebnov ·
7 Jaremtsjoek ·
8 Jakovenko ·
9 Zavarov ·
10 Koeznetsov ·
11 Blochin ·
12 Bal ·
13 Lytovtsjenko · 
14 Rodionov ·
15 Larionov ·
16 Tsjanov ·
17 Jevtoesjenko ·
18 Protasov ·
19 Bilanov ·
20 Alejnikaw ·
21 Rats ·
22 Krakovskji ·
Coach: Lobanovskyj